# Chilicola setosicornis
Chilicola setosicornis är en biart som beskrevs av Packer 2007. Chilicola setosicornis ingår i släktet Chilicola och familjen korttungebin. Inga underarter finns listade i Catalogue of Life.